# Nadežda Grišaeva
Nadežda Sergeevna Grišaeva (in russo Надежда Сергеевна Гришаева?; Leningrado, 2 luglio 1989) è un'ex cestista russa.
È conosciuta anche con la traslitterazione Nadezhda Grishaeva. È la figlia di Sergej Grišaev.

## Carriera
Con la Russia ha disputato i Giochi olimpici di Londra 2012 e i Campionati europei del 2013.